# Maria Koszutska

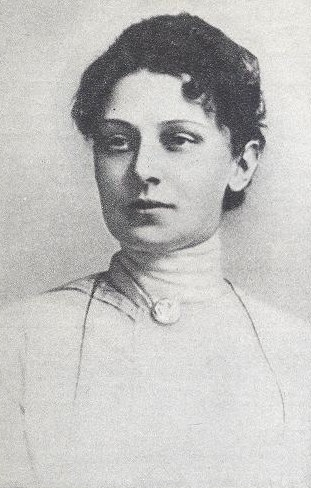
Maria Koszutska

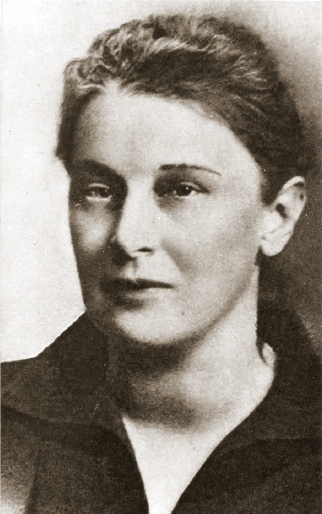
Maria Koszutska

Marianna Karolina Sabina Koszutska herbu Leszczyc ps. Wera, Kostrzewa, M. Zboińska (ur. 2 lutego 1876 w Główczynie, zm. 9 lipca 1939 w Moskwie) – polska nauczycielka, działaczka i teoretyczka ruchu robotniczego, dziennikarka; od 1902 członkini Polskiej Partii Socjalistycznej, członkini założycielka Polskiej Partii Socjalistycznej-Lewicy (1906) i Komunistycznej Partii Robotniczej Polski (1918); w latach 1908–1914 redaktorka Robotnika; po odzyskaniu niepodległości więzień polityczny w latach 1920–1921, od 1921 przebywała na emigracji, początkowo w Wolnym Mieście Gdańsku i w Niemczech, następnie w Związku Socjalistycznych Republik Radzieckich, więziona przez NKWD od 1937.

## Życiorys
Maria Koszutska urodziła się w Główczynie koło Kalisza, w majątku ziemskim rodziców Karola i Zuzanny z Gzowskich, młodość spędzała w późniejszej posiadłości Koszutskich w Kadzidłowej, w ówczesnej guberni kaliskiej. W 1891 przyjechała do Warszawy na dalszą naukę do renomowanej pensji pani Henryki Czarnockiej przy ul. Brackiej 18. Wśród koleżanek jej znalazły się Beata Łysińska i Natalia Gąsiorowska, a w tym czasie uczyły się tam też m.in. Maria Wysłouchowa i Helena Radlińska. W 1893 Koszutska zakończyła naukę w pensji, a w rodzinnej wsi założyła tani sklepik i podjęła nauczanie.
W 1898 wyjechała na Litwę jako prywatna nauczycielka. W 1900 wróciła do Warszawy i w 1901 została dyplomowaną nauczycielką domową z prawem nauczania w szkole prywatnej. Wyjechała do paryskiej Sorbony na jednoroczne studia, po powrocie skąd podjęła pracę w Łodzi. 
Od 1902 w PPS, gdzie poznała swojego przyszłego męża – inżyniera elektryka Józefa Ciszewskiego. Jesienią 1902 roku została kierowniczką szkoły średniej w Łodzi. W marcu 1903 aresztowana, trafiła do więzienia łódzkiego, skąd przeniesiono ją do Cytadeli Warszawskiej, gdzie 3 miesiące spędziła w X Pawilonie. W czerwcu tego samego roku została zwolniona za kaucją i pod nadzorem policji oczekiwała na wyrok w Kadzidłowej. 
W kwietniu 1904 roku została skazana na trzy lata zesłania – skrócone później do dwóch lat – do Chołmogorów (70 km od Archangielska), gdzie osiedliła się razem z Ciszewskim. W październiku uzyskała zezwolenie na czasowy powrót do kraju z uwagi na ciężką chorobę matki. Po jej śmierci wyjechała do Warszawy, podejmując nielegalną działalność pod ps. Wera. 22 grudnia 1905 r. została aresztowana w mieszkaniu Józefa Bieleckiego i stanęła przed warszawskim okręgowym sądem wojennym. Przebywała w kobiecym więzieniu śledczym, tak zwanej Serbii, przy ul. Dzielnej 26 w Warszawie. W kwietniu 1906 adwokat Stanisław Patek wniósł alarmujące podanie do generalnego gubernatora o wypuszczenie jej z więzienia z powodu bardzo złego stanu zdrowia. Po 4 miesiącach została przewieziona do szpitala, skąd zbiegła.
W maju 1906 r. została wybrana na członka egzekutywy Warszawskiego Komitetu Robotniczego, sprawowała także nadzór nad Organizacją Bojową PPS okręgu warszawskiego, kierowaną przez Kazimierza Sosnkowskiego. W listopadzie 1906 r. na zjeździe w Wiedniu dokonał się rozłam w PPS, w wyniku którego Wydział Organizacji Bojowej i zwolennicy Józefa Piłsudskiego zostali wykluczeni z partii i utworzyli PPS-Frakcję Rewolucyjną, a pozostali członkowie przekształcili organizację w PPS-Lewicę, w której zarządzie znalazła się Wera (każda z frakcji uważała się za właściwą kontynuatorkę PPS). 7 sierpnia 1906 r. Maria Koszutska i Józef Ciszewski zawarli związek małżeński. W tym okresie Wera zaprzyjaźniła się m.in. ze Stefanią Sempołowską i Pawłem Lewinsonem. Na skutek represji w połowie 1907 roku przeniosła się do zaboru austriackiego i tam przez 7 lat działała w Krakowie. 
W latach 1908–1914 była współredaktorką pisma Robotnik pod pseudonimem M. Zboińska, później udzielała się w „Głosie Robotniczym”. Na początku I wojny światowej przeniosła działalność do Zagłębia Dąbrowskiego, potem do Łodzi, skąd udała się do zajętej przez Niemców Warszawy, gdzie m.in. udało się jej uzyskać wraz z innymi członkami partii mandat radnego Rady Miejskiej dla Ciszewskiego. 
16 grudnia 1918 r. powstała Komunistyczna Partia Robotnicza Polski, którą współorganizowała i jako główny ideolog (była m.in. członkinią komitetu składającego się z czołowych działaczy SDKPiL oraz PPS-Lewicy, który przed zjednoczeniem partii miał opracować przyszły jej program) weszła w skład Komitetu Centralnego. Opowiadała się za niepodległością Polski i była przeciwna pochodowi Armii Czerwonej na Warszawę. Brała udział w tworzeniu Rad Delegatów Robotniczych, po ich rozbiciu (w 1919 r.) 2 lutego 1920 roku została aresztowana wraz z Ciszewskim, Adolfem Warskim i Franciszkiem Fiedlerem. Uwolniona po kilku tygodniach, ponownie aresztowana w lipcu tego roku i uwięziona we Wronkach i Śremie, skąd wyszła w 1921 roku. Opuściła kraj i przebywała w Wolnym Mieście Gdańsku, Berlinie i Moskwie, skąd do Polski przyjeżdżała kilka razy nielegalnie. 
Była główną reprezentantką „większości” w KPP wraz z Adolfem Warskim.
Odegrała dużą rolę w formułowaniu postanowień II Zjazdu KPRP. Była referentem kwestii chłopskiej. Uznawała, że nie ma możliwości realnego zagospodarowania ziemi obszarniczej przez robotników po rewolucji. Najważniejszym zadaniem w ówczesnej sytuacji w Polsce było, według Koszuckiej, nastawienie mas chłopskich przeciw obszarnikom i dlatego proponowała by władze rewolucyjne nie wywłaszczały bogatych chłopów.  „Rewolucja nie uszczęśliwi wszystkich od razu, pozostanie na wsi część, która ziemi nie otrzyma; nie zlikwiduje się od razu warstwy bezrolnych” - mówiła.

Na V Kongresie Kominternu w 1924 roku komisja Kominternu mająca na celu rozstrzygnięcie sporu „minimalistów” i „maksymalistów” kierowana przez Stalina oskarżyła kierownictwo KPRP o konfliktowanie się z RKP(b), wspieranie w niej opozycji trockistowskiej i wrogie stanowisko wobec władzy radzieckiej. W imieniu KPRP odpowiedziała Stalinowi Maria Koszutska - „Wera Kostrzewa” stwierdzając:

Zarzuty tow. Stalina o popieranie przez nas oportunistycznych tendencji w partiach rosyjskiej i niemieckiej są całkowicie bezpodstawne. W naszej komunistycznej międzynarodówce kości połamane zrastają się. Obawiam się natomiast czego innego: właśnie z powodu waszego specjalnego przywileju niebezpieczni dla was nie są tacy ludzie, którym można, jak nam, łamać kości, ale tacy, którzy w ogóle kości nie mają.

  Od roku 1926 przebywała na emigracji (głównie w ZSRR). W czerwcu 1929 r. na VI Plenum KC KPP Koszutska z gronem działaczy została odsunięta od kierownictwa i oskarżona o odchylenie prawicowe partii. W sierpniu 1937 roku aresztowana przez NKWD w czasie wielkiej czystki, a w październiku skazana na 10 lat więzienia. Zmarła w 1939 w więzieniu. Zrehabilitowana w 1956.

## Upamiętnienie
- Imię Koszutskiej nosi Szkoła Podstawowa im. Marii Koszutskiej w Kadzidłowej (w wyroku III SA/Łd 520/19 z 10 września 2019 Wojewódzki Sąd Administracyjny w Łodzi orzekł, że „nie symbolizują komunizmu nazwy i nazwiska, które w odbiorze społecznym nie są kojarzone w ogóle z komunizmem” i uchylił zarządzenie wojewody łódzkiego Zbigniewa Raua, które zmieniało nazwę szkoły na „Szkoła Podstawowa w Kadzidłowej”)[6].
- Po 1956 imię Wery Kostrzewy nosiła obecna ulica Bitwy Warszawskiej 1920 w Warszawie.
- Imię Wery Kostrzewy do 11 października 2017 nosiła jedna z ulic w Koszalinie (po zmianie: ul. Wojciecha Korfantego)[7].
- Imię Marii Koszutskiej do 18 maja 2017 nosiła ulica w dzielnicy Dobrzec P w Kaliszu (po zmianie: ul. Gustawa Arnolda Fibigera).
- Jedna z ulic miasta Łodzi w dzielnicy Górna nosiła imię Wery Kostrzewy (po zmianie: ul. Antoniego Wiwulskiego).
- Imię Marii Koszutskiej od 5 lutego 1972 nosiła Szkoła Podstawowa w Iwanowicach[8] (po zmianie: im. Księdza Augustyna Kordeckiego[9]).
- 15 października 1981 jej podobiznę umieszczono na znaczku pocztowym w serii poświęconej działaczom ruchu robotniczego (nominał 2,50 zł, nakład 6 mln sztuk)[10].
- Imię Koszutskiej nosiły Częstochowskie Zakłady Przemysłu Wełnianego Elanex.

## Prace
- Maria Koszutska (Wera Kostrzewa), Pisma i przemówienia, tomy 1-3, wyd. Książka i Wiedza, Warszawa 1961-1962.